# Смоленка (Красноярский край)
Смоленка — деревня в Балахтинском районе Красноярского края России. Входит в состав Черёмушкинского сельсовета.

## География
Деревня расположена в 68 км к юго-востоку от районного центра Балахта.

## Население
| 1989 | 2002 | 2010 |
| ---- | ---- | ---- |
| 11   | ↘3   | →3   |

Гендерный состав
По данным Всероссийской переписи населения 2010 года 2 мужчин и 1 женщина из 3 чел.